# Cyclisme aux Jeux du Commonwealth de 2006
Navigation
Édition précédente Édition suivante
Les épreuves de cyclisme des Jeux du Commonwealth de 2006 se sont déroulées du 16 au 26 mars 2006 à Melbourne, en Australie. Trois disciplines sont au programme : le cyclisme sur route, le cyclisme sur piste et le VTT.

## Épreuves
18 épreuves figurent au programme de cette compétition.

## Podiums

### Cyclisme sur route
| Épreuves                | Or                       | Argent                      | Bronze                           |
| ----------------------- | ------------------------ | --------------------------- | -------------------------------- |
| Hommes course en ligne  | Mathew Hayman Australie  | David George Afrique du Sud | Allan Davis Australie            |
| Hommes contre-la-montre | Nathan O'Neill Australie | Benjamin Day Australie      | Gordon McCauley Nouvelle-Zélande |
| Femmes course en ligne  | Natalie Bates Australie  | Oenone Wood Australie       | Nicole Cooke Pays de Galles      |
| Femmes contre-la-montre | Oenone Wood Australie    | Kathy Watt Australie        | Sara Carrigan Australie          |

### Cyclisme sur piste
| Épreuves                | Or                                                             | Argent                                                                    | Bronze                                                                 |
| ----------------------- | -------------------------------------------------------------- | ------------------------------------------------------------------------- | ---------------------------------------------------------------------- |
| Compétitions masculines |                                                                |                                                                           |                                                                        |
| Keirin                  | Ryan Bayley Australie                                          | Travis Smith Canada                                                       | Ross Edgar Écosse                                                      |
| Kilomètre               | Ben Kersten Australie                                          | Jason Queally Angleterre                                                  | Chris Hoy Écosse                                                       |
| Vitesse individuelle    | Ryan Bayley Australie                                          | Ross Edgar Écosse                                                         | Travis Smith Canada                                                    |
| Vitesse par équipes     | Écosse Ross Edgar Chris Hoy Craig MacLean                      | Angleterre Matthew Crampton Jason Queally Jamie Staff                     | Australie Ryan Bayley Shane Kelly Shane Perkins                        |
| Poursuite individuelle  | Paul Manning Angleterre                                        | Rob Hayles Angleterre                                                     | Steve Cummings Angleterre                                              |
| Poursuite par équipes   | Angleterre Steve Cummings Rob Hayles Paul Manning Chris Newton | Australie Ashley Hutchinson Matthew Goss Stephen Wooldridge Mark Jamieson | Nouvelle-Zélande Hayden Godfrey Timothy Gudsell Marc Ryan Peter Latham |
| Course aux points       | Sean Finning Australie                                         | Hayden Roulston Nouvelle-Zélande                                          | Geraint Thomas Pays de Galles                                          |
| Scratch                 | Mark Cavendish (IOM)                                           | Ashley Hutchinson Australie                                               | James McCallum Écosse                                                  |
| Compétitions féminines  |                                                                |                                                                           |                                                                        |
| 500 mètres              | Anna Meares Australie                                          | Victoria Pendleton Angleterre                                             | Kerrie Meares Australie                                                |
| Vitesse individuelle    | Victoria Pendleton Angleterre                                  | Anna Meares Australie                                                     | Kerrie Meares Australie                                                |
| Poursuite individuelle  | Katie Mactier Australie                                        | Kathy Bates Australie                                                     | Emma Jones Angleterre                                                  |
| Course aux points       | Kathy Bates Australie                                          | Rochelle Gilmore Australie                                                | Kate Cullen Écosse                                                     |

### VTT
| Épreuves             | Or                          | Argent                         | Bronze                |
| -------------------- | --------------------------- | ------------------------------ | --------------------- |
| Hommes cross-country | Liam Killeen Angleterre     | Oli Beckingsale Angleterre     | Seamus McGrath Canada |
| Femmes cross-country | Marie-Hélène Prémont Canada | Rosara Joseph Nouvelle-Zélande | Kiara Bisaro Canada   |

## Tableau des médailles
| Rang  | Nation           | Or | Argent | Bronze | Total |
| ----- | ---------------- | -- | ------ | ------ | ----- |
| 1     | Australie        | 11 | 8      | 5      | 21    |
| 2     | Angleterre       | 4  | 5      | 2      | 11    |
| 3     | Écosse           | 1  | 1      | 4      | 6     |
| 4     | Canada           | 1  | 1      | 3      | 5     |
| 5     | Île de Man       | 1  | 0      | 0      | 1     |
| 6     | Nouvelle-Zélande | 0  | 2      | 2      | 4     |
| 7     | Afrique du Sud   | 0  | 1      | 0      | 1     |
| 8     | Pays de Galles   | 0  | 0      | 2      | 2     |
| Total | Total            | 18 | 18     | 18     | 54    |